# Войрівка
Войрівка (біл. вёска Войраўка) — село в складі Пуховицького району Мінської області, Білорусь. Село підпорядковане Новопольській сільській раді, розташоване в центральній частині області.